# Ernst Meyer (pittore)
Ernst Meyer (Altona, 1797 – Roma, 1861) è stato un pittore danese.

## Biografia
Allievo di Christoffer Wilhelm Eckersberg, fece parte della scuola di Peter von Cornelius e dal 1823 fu in Italia dove morì.